# Hélder Muteia
Hélder Muteia, né le 21 septembre 1960 à Quélimane, est un écrivain, poète, journaliste, professionnel de l'aviculture et homme politique mozambicain, qui fut député et ministre de l'Agriculture.

## Biographie
Hélder dos Santos Félix Monteiro Muteia est né en 1960 à Quélimane dans la province de Zambézie, au centre du Mozambique.
Après une scolarité dans sa ville natale, il se forme à l'agronomie à Chimoio, puis occupe différents postes à responsabilités dans le domaine de l'aviculture. En 1990 il obtient le diplôme de médecine vétérinaire à l'université Eduardo Mondlane de Maputo. 

Entre 1994 et 1998, il est député à l'Assemblée de la République, sous l'étiquette du Front de libération du Mozambique (FRELIMO).
En 1998 il est nommé vice-ministre de l'Agriculture et des Pêches, puis, en 2000, ministre de l'Agriculture et du Développement rural.
En parallèle, il publie en 1988 un recueil de poèmes, Verdades dos mitos, assez sombre, qui comprend deux volets entrecroisés. L'un est une série de seize « vérités » (ou aphorismes), qui sont autant de commentaires assez amers sur la condition du poète d'aujourd'hui. L'autre constitue une réflexion dense sur la texture de l'existence dans le Mozambique contemporain. C'est une poésie empreinte de colère, liée non seulement au sort actuel de son pays, mais surtout à l'héritage de désespoir et de mépris que, selon lui, l'Africain transporte avec lui.
Membre de l'Association des écrivains mozambicains (AEMO) dont il est le secrétaire général entre 1992 et 1996, Hélder Muteia est l'un des membres-fondateurs de la revue littéraire Charrua (1983) et de quelques autres périodiques, également coordinateur de la page littéraire Ler e escrever de l'hebdomadaire Domingo. 

Outre Charrua, il collabore à différents titres de presse, tels que Notícias da Beira, Diário de Moçambique, Eco, Tempo, Lótus ou Forja.

## Sélection de publications
- Verdades dos mitos, 1988
- Nhambaro, 1996
- O barrigudo e outros contos, 2018